# Giovanna Montanaro
Giovanna Montanaro (...) è una sociologa e scrittrice italiana, studiosa dei fenomeni di criminalità organizzata di tipo mafioso, e in particolare del fenomeno del pentitismo.

## Biografia
Giovanna Montanaro, laureata in sociologa all'Università La Sapienza con Franco Ferrarotti, è stata consulente della Commissione stragi  e della Commissione parlamentare antimafia. Ha tenuto seminari presso l'Università La Sapienza di Roma, l'Università Federico II di Napoli, l'Università di Bologna, e quella di Perugia. Collabora come ricercatrice con l'associazione Libera e la rivista Narcomafie del Gruppo Abele. Studiosa dei fenomeni di criminalità organizzata di tipo mafioso, dedica la sua attività di ricerca, in particolare, al fenomeno del pentitismo.

### Pubblicazioni
- La verità del pentito. Le rivelazioni di Gaspare Spatuzza sulle stragi mafiose, (prefazione di Pietro Grasso), Sperling & Kupfer, Milano 2013 [4][5][6] ISBN 88-200-5532-5
- (a cura di Manuela Mareso, Livio Pepino), Dizionario enciclopedico di mafie e antimafia, Edizioni Gruppo Abele, Torino 2013 [7] ISBN 978-88-6579-053-3
- (a cura di Manuela Mareso, Livio Pepino), Nuovo dizionario di mafia e antimafia, EGA Edizioni Gruppo Abele, Torino 2008, ISBN 88-7670-668-2
- con Francesco Silvestri (a cura di), Dalla Mafia allo Stato – I pentiti: analisi e storie, (prefazione di Gian Carlo Caselli), Edizioni Gruppo Abele, Torino 2005[8][9] ISBN 978-88-7670-528-1
- Il fenomeno mafioso nelle relazioni della Commissione parlamentare antimafia X legislatura, p. 232, 1992.